# Grace Colman
Pour les articles homonymes, voir Colman.
Grace Mary Colman, née le 30 avril 1892 et morte le 7 juillet 1971, est une femme politique britannique travailliste, membre du Parlement pour la circonscription de Tynemouth entre 1945 et 1950.